# Дорнава (община)
Община Дорнава (словен. Občina Dornava) — одна з общин Словенії. Адміністративним центром є місто Дорнава.
Особняк Дорнава є найбільшим замком в стилі бароко в країні й один з найкрасивіших у стилі пізнього бароко в Словенії.

## Населення
У 2011 році в общині проживало 2953 осіб, 1495 чоловіків і 1458 жінок. Чисельність економічно активного населення (за місцем проживання), 1084 осіб. Середня щомісячна чиста заробітна плата одного працівника (EUR), 873,81 (в середньому по Словенії 987.39). Приблизно кожен другий житель у громаді має автомобіль (45 автомобілі на 100 жителів). Середній вік жителів склав 40,1 роки (в середньому по Словенії 41.8). 